# Faissal Ebnoutalib
Faissal Ebnoutalib (* 20. November 1970 in Nador, Marokko) ist ein ehemaliger deutsch-marokkanischer Taekwondoin, der bei den Olympischen Spielen 2000 in Sydney Silber in der Gewichtsklasse bis 80 kg gewann.

## Sportliche Laufbahn
Ebnoutalib begann mit fünf Jahren mit dem Training der Kampfkunst Taekwondo und startete mit 15 Jahren für die marokkanischen Nationalmannschaft. 1990 zog er gemeinsam mit seinem Bruder Mohamed Ebnoutalib nach Frankfurt. 1997 erwarb Ebnoutalib die deutsche Staatsangehörigkeit und startete anschließend für die Deutsche Taekwondo-Nationalmannschaft.
Beim World Cup 1998 belegte er in Stuttgart den zweiten Platz. Bei den Weltmeisterschaften 1999 in Kanada gewann er die Bronzemedaille in der Gewichtsklasse bis 84 kg. Im Jahr 2000 wurde er in Patras in der Gewichtsklasse bis 84 kg Europameister. 
Seinen größten internationalen Erfolg errang Ebnoutalib bei den Olympischen Spielen 2000 in Sydney, bei denen er im Mittelgewicht (bis 80 kg) die Silbermedaille gewann. In seinem ersten Kampf besiegte er den Jordanier Mohamed al-Fararjeh mit 8:2. Im Achtelfinale gegen Warren Hansen (Australien) erzielte er vier Sekunden vor dem Ende den entscheidenden Punkt zum 2:1. Im Halbfinale setzte besiegte er Sebastian Konan von der Elfenbeinküste mit 4:3. Im Finale unterlag er nach Punkten (1:3) dem kubanischen Taekwondoin Ángel Matos. Taekwondo war bei diesen Spielen zum ersten Mal Teil der olympischen Wettkämpfe, daher war Ebnoutalibs Medaille die erste Olympiamedaille im Taekwondo für Deutschland.
Nachdem Ebnoutalib die Qualifikation für Olympia 2004 verpasst hatte, beendete er 2003 seine Karriere nach dem Gewinn seines siebten deutschen Meistertitels.

## Werdegang
Nach der Beendigung seiner Karriere als Athlet arbeitet Ebnoutalib heute als Taekwondo-Trainer in einem eigenen Verein.
Ebnoutalib ist verheiratet, hat drei Kinder und ist Träger des 4. Dan (WT-Taekwondo).